# Эмори-Пик
Э́мори-Пик (англ. Emory Peak) — гора, находящаяся на территории национального парка Биг-Бенд в Техасе (США). Высота горы составляет 2385 м (по другим данным, 2376 м или 2388 м). Её вершина является высшей точкой гор Чисос и округа Брустер.
Гора названа в честь Уильяма Хемсли Эмори (1811—1887) — главного топографа экспедиции, устанавливавшей границу между США и Мексикой согласно договору Гуадалупе-Идальго 1848 года.

## География
Эмори-Пик находится в горах Чисос, расположенных в центральной части национального парка Биг-Бенд, примыкающего к границе между Техасом (США) и Мексикой. Расстояние от Эмори-Пика до мексиканской границы, находящейся к югу от горы и проходящей по реке Рио-Гранде, составляет примерно 20 км.
К северу от Эмори-Пика расположена котловина Чисос (англ. Chisos Basin), к которой проложена автомобильная дорога. На северо-востоке находится гора Каса-Гранде (Casa Grande, 2233 м), а на гребне между Эмори-Пиком и Каса-Гранде — гора Толл (Toll Mountain), названная в честь Роджера Толла (Roger W. Toll), бывшего руководителя Йеллоустонского национального парка, принявшего активное участие в создании парка Биг-Бенд.
Относительная высота вершины Эмори-Пика составляет 1367 м — по этому параметру он занимает первое место среди гор Техаса.

## Туристские маршруты
Начало тропы Emory Peak Trail, ведущей к вершине горы, находится в котловине Чисос, недалеко от информационного центра Chisos Basin Visitor Center. Длина тропы (в оба конца) — около 17 км, и её прохожение требует достаточно хорошей физической подготовки. Сначала тропа выводит на гребень, соединяющий вершины Эмори-Пика и горы Толл (Tall Mountain, 2260 м), затем продолжается по гребню, причём крутизна увеличивается по мере приближения к вершине, и последние 7 метров представляют собой отрезок относительно крутого скалолазания.
На вершине Эмори-Пика находятся радиомачты. С вершины открывается красивый вид на котловину Чисос и окрестные горы, а также на близлежащую часть парка Биг-Бенд.

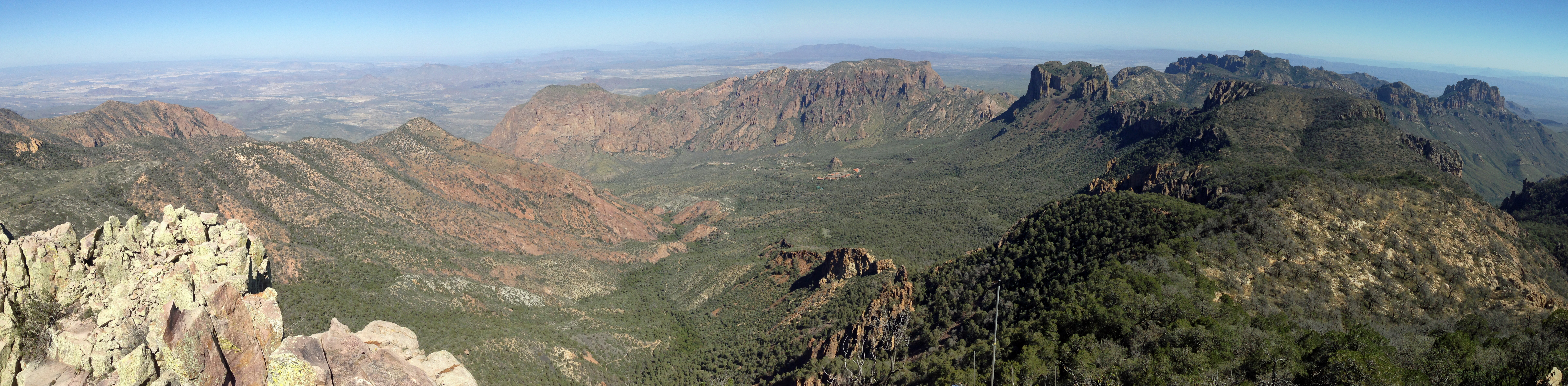
Панорама котловины Чисос с вершины Эмори-Пика

## Фотогалерея

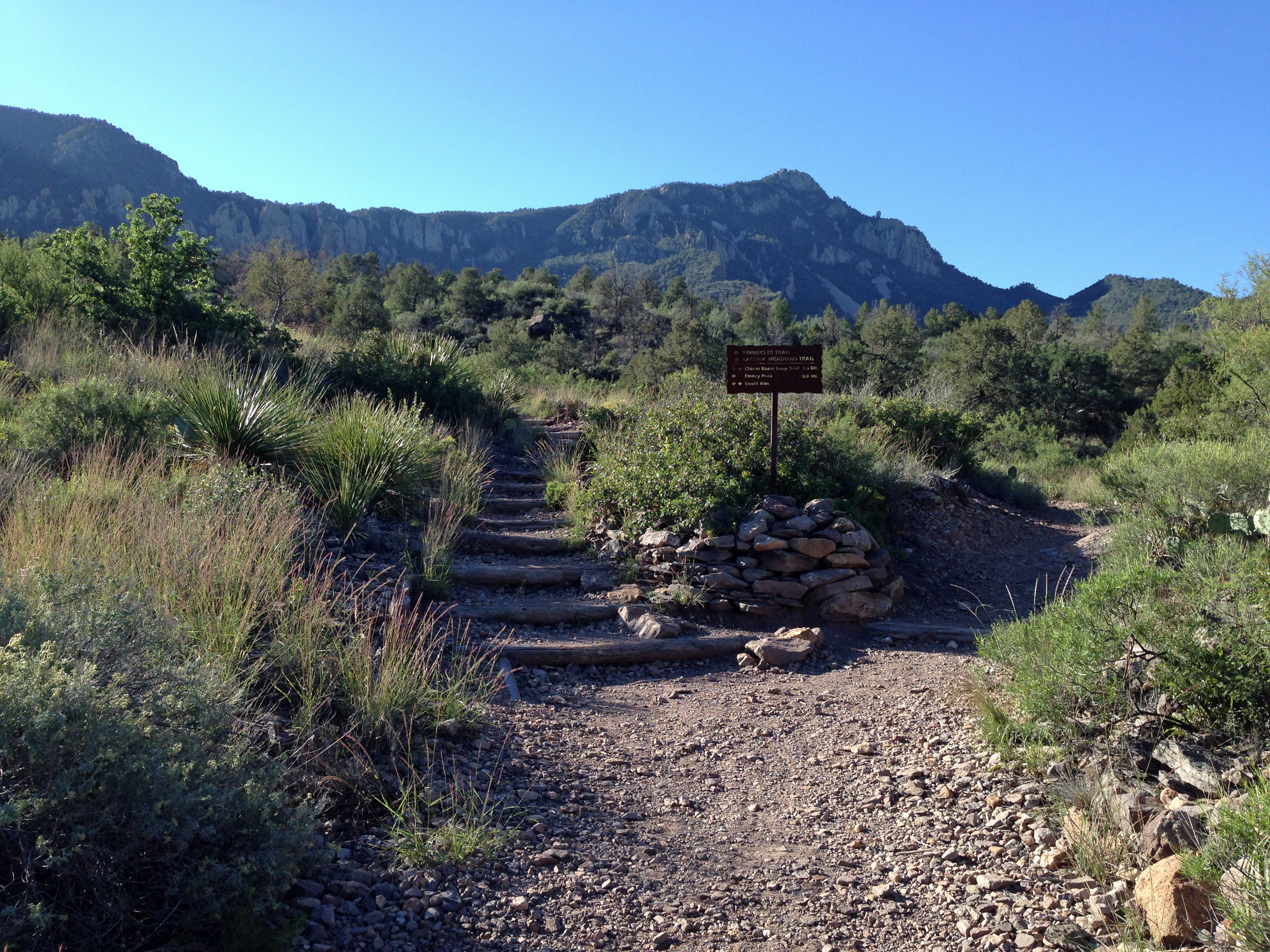
Вид на Эмори-Пик из котловины Чисос
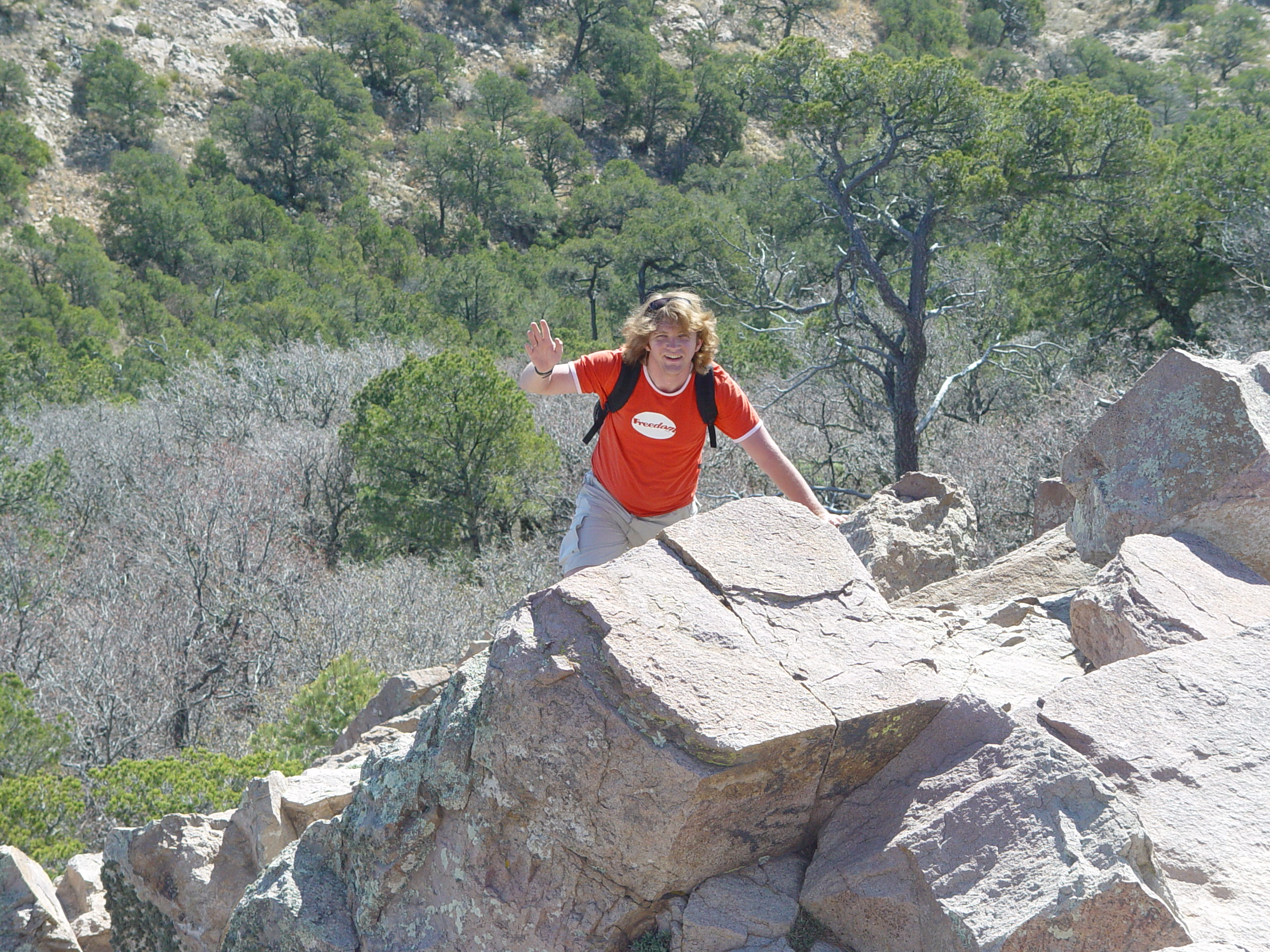
Последние метры перед вершиной
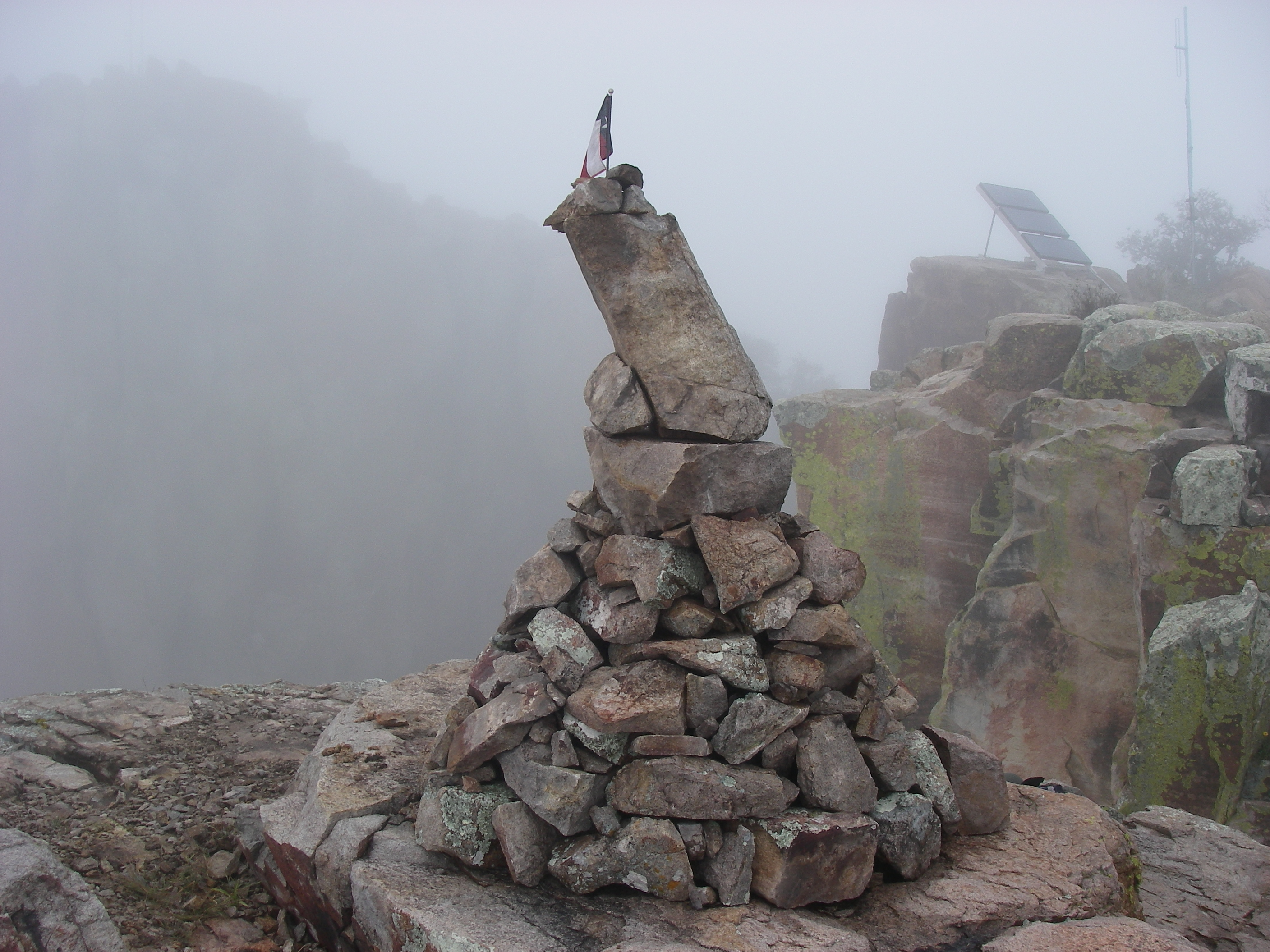
На вершине Эмори-Пика в туманный день
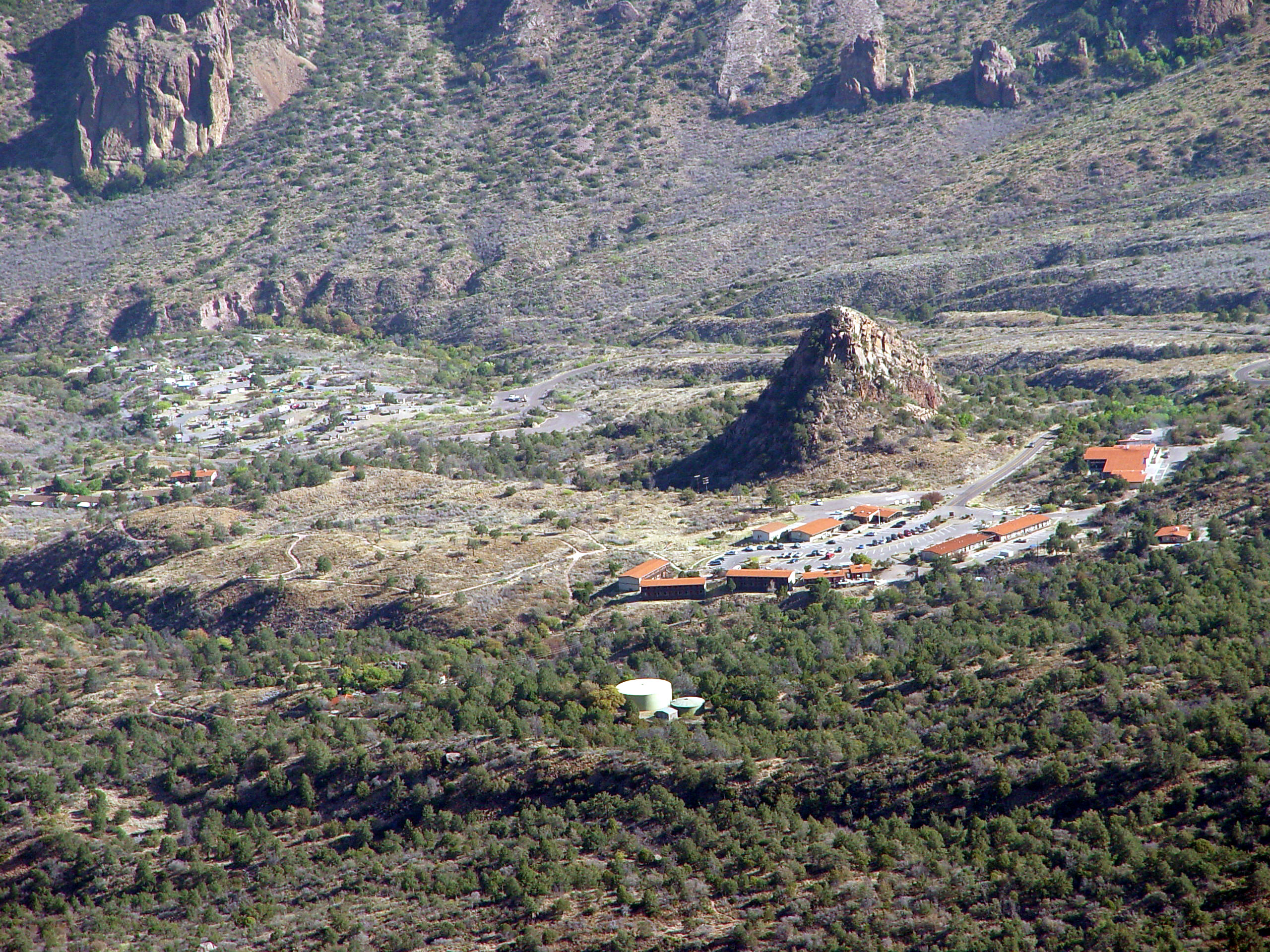
Вид на котловину Чисос с вершины Эмори-Пика